# Liparetrus modestus
Liparetrus modestus är en skalbaggsart som beskrevs av Blackburn 1888. Liparetrus modestus ingår i släktet Liparetrus och familjen Melolonthidae. Inga underarter finns listade i Catalogue of Life.